# Nakš-e Džahan
Trg Nakš-e Džahan (perzijski:  ميدان نقش جهان, Mejdani nakš-e džahan u značenju: "Trg slike svijeta"), poznat i kao Imamov trg (میدان امام) i Šahov trg (میدان شاه), je kvadratični trg u središtu grada Isfahana u Iranu. Izgrađen je od 1598. do 1629. godine, okružen iznimnim građevinama iz vremena kada su Perzijom vladali Safavidi, te promjerom od 160 x 508 metara (89.600 m²) je jedan od najvećih trgova na svijetu. Zbog toga je upisan na UNESCO-ov popis mjesta svjetske baštine u Aziji i Oceaniji 1979. godine.

## Povijest
Kada je 1598. godine Abas I. odlučio premjestiti prijestolnicu Perzijskog Carstva iz Kazvina u grad u središtu države, Isfahan, započeo je najveći perzijski urbanistički pothvat: potpuna izgradnja novog grada. Odabrao je ovaj grad zbog kultiviranog poljoprivrednog područja rijeke Zadžanderud ( زاینده رود za "Davateljica života") u kojem se nalazio, ali i zbog zaštiti prijestolnicu od napada Osmanlija i Uzbeka s kojima je ratovao, te zbog želje da ovlada Perzijskim zaljevom kojim su do tada dominirali Nizozemski i Britanski trgovci Istočno indijskih kompanija. Još jedan od važnih razloga za osnivanjem nove prijestolnice je bilo jačanje centralne vlasti jer je prije Abasa I. Perzija bila decentralizirana i različite državne institucije (poput vojske Kizilbaša) su se s različitim pokrajinama Carstva borile za vlast.
Glavni arhitekt ovog kompleksa bio je Bahadin Alamili koji se koncentrirao na želju Abasa I. da s obje strane avenije Čahar Bag ( چهارباغ za "Četiri vrta") smjesti najvažnije gradske institucije, kao što su rezidencije stranih diplomata, a koja vodi do trga Nakš-e Džahan. Genijalnost ovog sveobuhvatnog trga je bila u tome što je sada Abas I. imao tri glavne vlasti Perzijskog carstva u svom osobnom dvorištu: vjerske poglavare u glavnoj državnoj džamiji Masdžedi Šahu, trgovina u najvećem državnom trgovištu, Carskom bazaru, i naravno njegovo sjedište Carstva u palači Ali Kapu.
Tijekom vladavine Abasa I., Isfahan je postao kozmopolitski grad s trajnom populacijom Turaka, Gruzijaca, Armenaca, Indijaca, Kineza i sve većeg broja Europljana. Sam trg je tijekom dana bio ispunjen šatorima trgovaca, zabavljača, a vlasnici trgovina su čak plaćali vodonoše da dijele posjetiteljima besplatnu vodu i kriške dinje. Noću bi se trgovci pokupili i trg prepuštali dervišima, žonglerima, lutkarima, akrobatima i prostitutkama.
Trg se nekada koristio i kao dvorsko igralište za polo, a danas se povremeno koristi za javne svečanosti i festivale, kao što je anualna proslava Novruza, perzijske nove godine.

## Odlike
Trg je zamišljen kao veliko kvadratično mjesto za skupljanje velike mase ljudi i trgovište robama iz cijeloga svijeta na koji se ulazilo kroz Carski bazar, dvokatnu natkrivenu tržnicu, na sjeveru.
Središnja građevina na trgu je Šahova džamija (مسجد امام, Mesdžidi Šah) koja je zamijenila stariju Džamiju Džameh na južnoj strani trga. Ona ima najveću kupolu u gradu, s jedne strane ima medresu gdje su se i prepisivale knjige, a s druge zimsku džamiju gdje su vjernici molili za lošeg vremena. Ulaz s trga joj nije u istoj osi kao ostatak džamije, jer je trg orijentiran prema stranama svijeta, a džamija prema kibli u Meki.
Džamija šejha Lotfalaha ( مسجد شيخ لطف الّله, Mesdžidi Lotf-olah) se nalazi na istočnoj strani trga i ona je bila dvorskom i haremskom džamijom, te zbog toga je manja od Šahove džamije i nema minarete. Tek nakon što je otvorena javnosti ukazao se njezin dekor od pocakljene opeke koji je raskošniji od onog u Šahovoj džamiji.
Palača Ali Kapu (عالی‌قاپو, ali je arapski za "uzvišeni", a kapu je turski za "portal") se proteže od monumentalnog paviljona s uzdignutim trijemom na zapadnoj sredini trga, sve do avenije Čahar Bag. Veliki kvadratični paviljon koji svojom otvorenom teraom s masivnim drvenim stupovima gleda na trg je visok 48 metara i ima šest katova. Najveća prostorija je na šestom katu i ovdje su perzijski vladari zabavljali važne goste i inozemne veleposlanike.
Carski bazar je jedan od najstarijih i najvećih na Bliskom istoku. Iako je većinom izgrađen za Safavida, osobito njegov dva kilometra dug nadsvođen hodnik koji ga povezuje s Novim gradom, njegovi najstariji dijelovi potječu iz vremena kada su vladali Seldžuci.

## Galerija
- Ajvan (portal) Šahove džamije
- Unutrašnjost palače
- Trgovina tepisima u bazaru

## Vanjske poveznice
- Nakš-e Džahan na Google Mapsu
- Panoramska fotografija od 360 stupnjeva Nakš-e Džahana s palače Ali Kapu
- Džamija šejha Loftalaha  Arhivirana inačica izvorne stranice od 5. kolovoza 2015. (Wayback Machine)  Dokumentarac u režiji Manouchehra Tayyaba (15 min) (engl.)